# Gruppe verbundener Kunden
Eine Gruppe verbundener Kunden ist ein bestimmter Rechtsbegriff im Bankwesen und liegt nach Art. 4 Abs. 1 Nr. 39 Kapitaladäquanzverordnung (englische Abkürzung CRR) dann vor, wenn zwei oder mehrere natürliche oder juristische Personen insofern eine Einheit bilden, als eine von ihnen eine direkte oder indirekte Kontrolle über den anderen verfügt oder wenn zwischen diesen Personen Abhängigkeiten bestehen, die es wahrscheinlich erscheinen lassen, dass bei finanziellen Schwierigkeiten eines dieser Kunden auch andere Kunden in Finanzierungs- oder Rückzahlungsschwierigkeiten geraten.

## Zusammenfassung aufgrund Beherrschung
Kontrolle im Sinne einer Gruppe verbundener Kunden ist nach Art. 4 Abs. 1 Nr. 39 CRR entweder das Verhältnis zwischen einem Mutter- und einem Tochterunternehmen entsprechend Artikel 22 Abs. 1, 2 der Bilanzierungsrichtlinie 2013/34/EU oder der internationalen Rechnungslegungsstandards (IFRS) entsprechend der EU-VO 1606/2002 oder ein vergleichbares Beherrschungsverhältnis zwischen einer natürlichen oder juristischen Person und einem Unternehmen.
Kontrolle bzw. beherrschender Einfluss liegt vor, wenn eine natürliche oder juristische Person über die Möglichkeit verfügt, die Finanz- und Geschäftspolitik eines anderen Unternehmens dauerhaft zu bestimmen, um aus dessen Tätigkeit Nutzen zu ziehen. Aus aufsichtsrechtlicher Sicht stehen dabei in erster Linie die sich für die Gläubiger aus der Gefahr der Nutzenziehung durch einen fremden Dritten resultierenden Unwägbarkeiten in der Kreditentscheidung und damit ein ungewissheitsbezogenes Kreditrisiko (Abweichungsrisiko) im Vordergrund. Folglich bestehen deutliche Überschneidungen in den Regelungen von Aktien-, Bilanzierungs- und Kreditwesenrecht; ähnlich wie nach der handelsrechtlichen Einheitstheorie die Konzernunternehmen als ein einziges Unternehmen dargestellt werden sollen (§ 297 Abs. 3 Handelsgesetzbuch), betrachtet das Aufsichtsrecht herrschende Personen und beherrschte Unternehmen als ein Einzelrisiko („single risk“).

### Kontrolle nach Bilanzierungsrichtlinie
Nach den Regelungen der Bilanzierungsrichtlinie liegt in der Regel Beherrschung vor, wenn jemand über die Mehrheit der Stimmrechte verfügt oder die Möglichkeit hat, die Mehrheit der bestimmenden Organe (Vorstand oder Aufsichtsrat) zu benennen. Weiter liegt Beherrschung nach der Bilanzierungsrichtlinie bei einer einheitlichen Leitung eines Tochterunternehmens durch ein Mutterunternehmen vor.

### Kontrolle nach den internationalen Bilanzierungsregeln
Nach der Definition in den internationalen Bilanzierungsregeln (IFRS 10.7) liegt Beherrschung vor, wenn ein Gesellschafter die Verfügungsgewalt („power“) über das Beteiligungsunternehmen hat, einer Risikobelastung aus schwankenden Renditen („variability in returns“) aus dem Beteiligungsunternehmen ausgesetzt ist und die Fähigkeit hat, seine Verfügungsgewalt dafür zu nutzen, um die Höhe der Rendite zu beeinflussen („link between power and returns“). Dies bedeutet, dass bei breit operierenden Unternehmen die Kontrollfrage – wie in Art. 22 Abs. 1 BRL – nach IFRS 10.B16 über die Frage der Stimmrechtsmehrheiten und Organbestellungsrechte beantwortet wird, da mit den Stimmrechten meist Anteilsrechte und damit variable Dividenden verbunden sind und über die Stimmrechte auch die Rückflüsse beeinflusst werden können. Demgegenüber werden bei strukturierten Unternehmen mit enger Zwecksetzung (Zweckgesellschaften) die Aktivitäten durch schuld- und gesellschaftsrechtliche Regelungen meist im Vorhinein bestimmt, so dass den Stimmrechten weniger Bedeutung zukommt, da die Entscheidungsgewalt i. d. R. durch die Festlegung von Struktur und Zweck der Einheit ausgeübt wird. Infolgedessen wird vermutet, dass bei hoher Teilhabe eines Investors an den Risiken und Chancen einer Zweckgesellschaft dieser auch bei den Gründungsverträgen seinen Einfluss zu seinen Gunsten geltend gemacht hat.

### Kontrollauffangtatbestand nach der Kapitaladäquanzverordnung
Die Kapitaladäquanzverordnung verweist zwar hinsichtlich der Frage der Beherrschung weitgehend auf die Konzernrechnungslegungsregeln, lässt jedoch in Art. 4 Abs. 1 Nr. 37 CRR in der dritten Alternative „oder ein vergleichbares Verhältnis zwischen einer natürlichen oder juristischen Person und einem Unternehmen“ die Frage offen, was unter einem vergleichbaren Verhältnis zu verstehen ist. Laut Auslegung der EBA in den EBA-Leitlinien 2017/15 vom 14. November 2017 waren darunter primär die Tatbestände wie in der Bilanzierungsrichtlinie bzw. § 290 HGB zu verstehen, lediglich mit dem Unterschied, dass es sich bei der herrschenden Person nicht um ein bilanzierendes Unternehmen, sondern z. B. um eine natürliche Person, Zentralstaaten oder Kunden handelt, die ihre konsolidierten Abschlüsse in Übereinstimmung mit Rechnungslegungsvorschriften eines Drittstaates erstellen. Diese Auslegung fand nun in Eingang in die Delegierte Verordnung (EU) 2024/1728, welche am 18. Juni 2024 im Amtsblatt veröffentlicht wurde und in Art. 1 Abs. 3 die in der Bilanzierungsrichtlinie aufgezählten Tatbestände wiedergibt. Neben den Tatbeständen des § 290 HGB liefert Art. 1 Abs. 4 der Del.VO. 2024/1728  einen Indizienkatalog, auf Basis dessen womöglich Kontrolle bestehen könnte. Indizien sind beispielsweise die Bestimmung der Strategie eines Unternehmens.

## Zusammenfassung aufgrund Risikoverbundenheit
Daneben ist nach Art. 4 Abs. 1 Nr. 39 (b) CRR eine Gruppe verbundener Kunden („Risikogruppe“) zu bilden, wenn wirtschaftliche Schwierigkeiten des einen Unternehmens zu wirtschaftlichen Schwierigkeiten eines anderen Unternehmens führen (so genannter „Dominoeffekt“). Tatbestände für das Vorliegen einer Risikogruppe werden in Art. 2 der Del.VO (EU) 2024/1728 genannt. Demzufolge wird u. a. eine Risikogruppe vermutet, wenn eine Person Lieferungen oder Leistungen an ein anderes Unternehmen erbringt oder bezieht und dieses andere Unternehmen nicht leicht ohne erhöhte Kosten durch ein anderes ersetzt werden kann, so dass Zahlungsschwierigkeiten des einen Unternehmens zu Zahlungsschwierigkeiten beim anderen Unternehmen führen. Weitere Tatbestände sind beispielsweise, wenn ein Unternehmen erhebliche Forderungen gegenüber dem anderen Unternehmen hat, oder Verlustabdeckungszusagen, Haftungen, Garantien, Patronatserklärungen oder ähnliche Beistandserklärungen gegenüber dem anderen Unternehmen bestehen, welche so bedeutend sind, dass sie zu wirtschaftlichen Schwierigkeiten beim Garantiegeber oder Darlehensgeber führen können.

## Anwendungsbereich
Hauptanwendungsbereich der Gruppe verbundener Kunden ist die Regelung der Kapitaladäquanzverordnung in Art. 395 CRR, nach der die Kreditgewährung an eine Gruppe verbundener Kunden 25 Prozent des Kernkapitals des kreditgewährenden Instituts nicht überschreiten soll. Neben diesen Großkreditregeln ist die Gruppe verbundener Kunden auch in Art. 123 CRR für die Anwendung der so genannten Retailgewichtung (75 %) von Bedeutung. Im deutschen Aufsichtsrecht verweist § 19 Abs. 3 KWG für die Zwecke der Organkreditregeln und der Offenlegungspflichten nach § 18 KWG ebenfalls auf die Regelungen zur Gruppe verbundener Kunden. Daneben ist die Gruppe verbundener Kunden für mittlere Wertpapierinstitute maßgeblich bei der Berechnung von Konzentrationsrisiken nach Art. 36 IFR (VO EU 2019/2033) i. V. m. Art. 4 Abs. 1 Nr. 19 IFR.